# Willa Tugendhatów

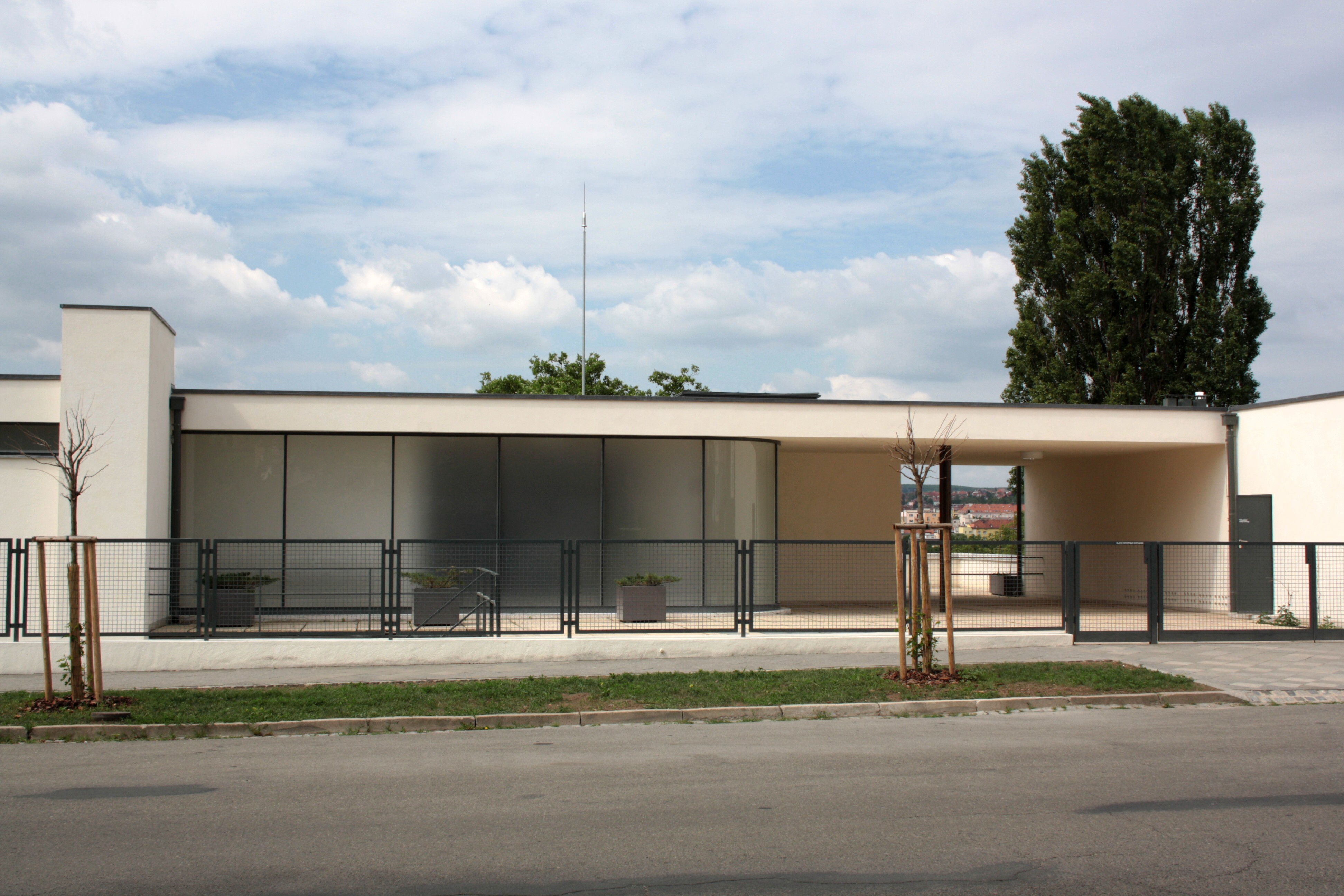
Widok do strony północnej, z ulicy

Willa Tugendhatów w Brnie – luksusowy dom jednorodzinny, symbol architektury modernistycznej autorstwa niemieckiego architekta Ludwiga Miesa van der Rohe i Lilly Reich, wybudowany w latach 1929–1930 dla przemysłowca Fritza Tugendhata i jego żony Grety w północnej części Brna, na Morawach w Czechach.

## Opis
Budynek stanowi przykład awangardowej architektury okresu międzywojennego. Zrealizowano go w usztywnionej ścianami stalowej konstrukcji szkieletowej, co było nowością w budownictwie mieszkaniowym. Willa usytuowana jest na rozległej działce (0,73 ha) o dużym spadku terenu. Dom ma 907 m² powierzchni, a sam salon zajmuje 280 m². Architekt wykorzystał topografię i zbudował trójkondygnacyjny budynek, którego wejście od strony ulicy prowadzi na najwyższą kondygnację, niższe zaś otwierają się w stronę ogrodu. Zaaranżował wnętrze, osiągając dużo wolnej przestrzeni i dochodzącego światła. Całość wyposażenia domu zaprojektowali Mies oraz Reich. Jeden z typów foteli zaprojektowanych dla Tugendhatów jest nadal produkowany. Willa utrzymana jest w formach modernizmu i pozbawiona wszelkich ornamentów, jednak wnętrze nie pozostało surowe ze względu na użycie naturalnych materiałów wzorzystych, takich jak aragonit, trawertyn i rzadkie drewno tropikalne (głównie mahoń). Tak zwana „onyksowa ściana” (wykonana w rzeczywistości z aragonitu pochodzącego z Gór Atlas) jest częściowo półprzezroczysta i zmienia wygląd wraz ze zmianą intensywności promieni słonecznych. Dom zawiera wiele innowacji architektonicznych, które są ponadczasowe i wciąż uznawane za luksus, na przykład okna są sterowane elektrycznie i mają nietypowe wymiary, a wszystkie drzwi są wysokie i sięgają do sufitu (3,21 m). Willa została także wyposażona w nowatorski ówcześnie system klimatyzacji, ogrzewania i nawilżania powietrza.  
Dom charakteryzujący się płaskim dachem zawiera także duży taras widokowy dostępny wprost z sypialni właścicieli. Architekt stworzył wspaniały widok z willi, który stanowi także integralną część wnętrza. 

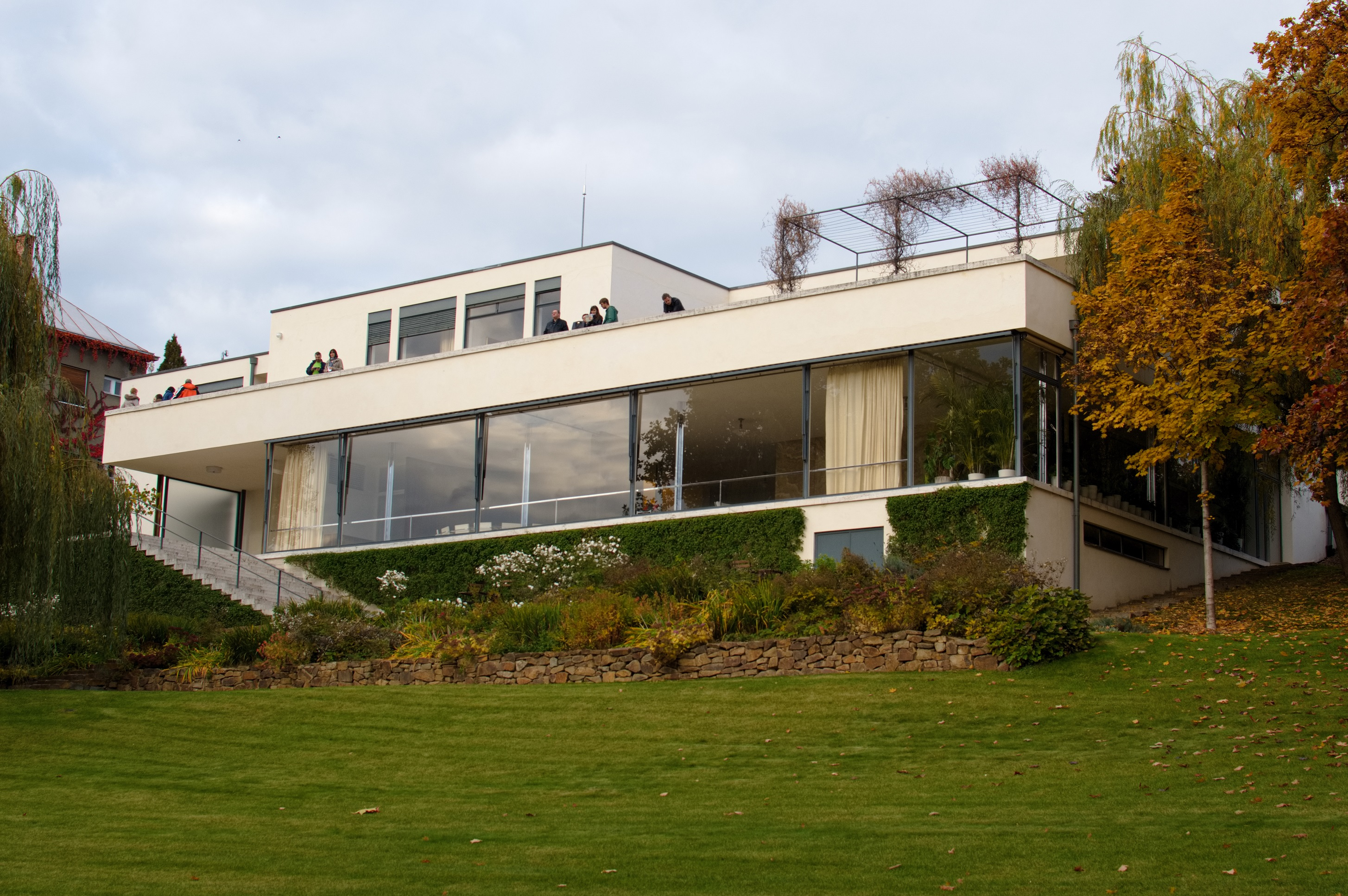
Widok od strony ogrodu z ruchomymi szklanymi ścianami

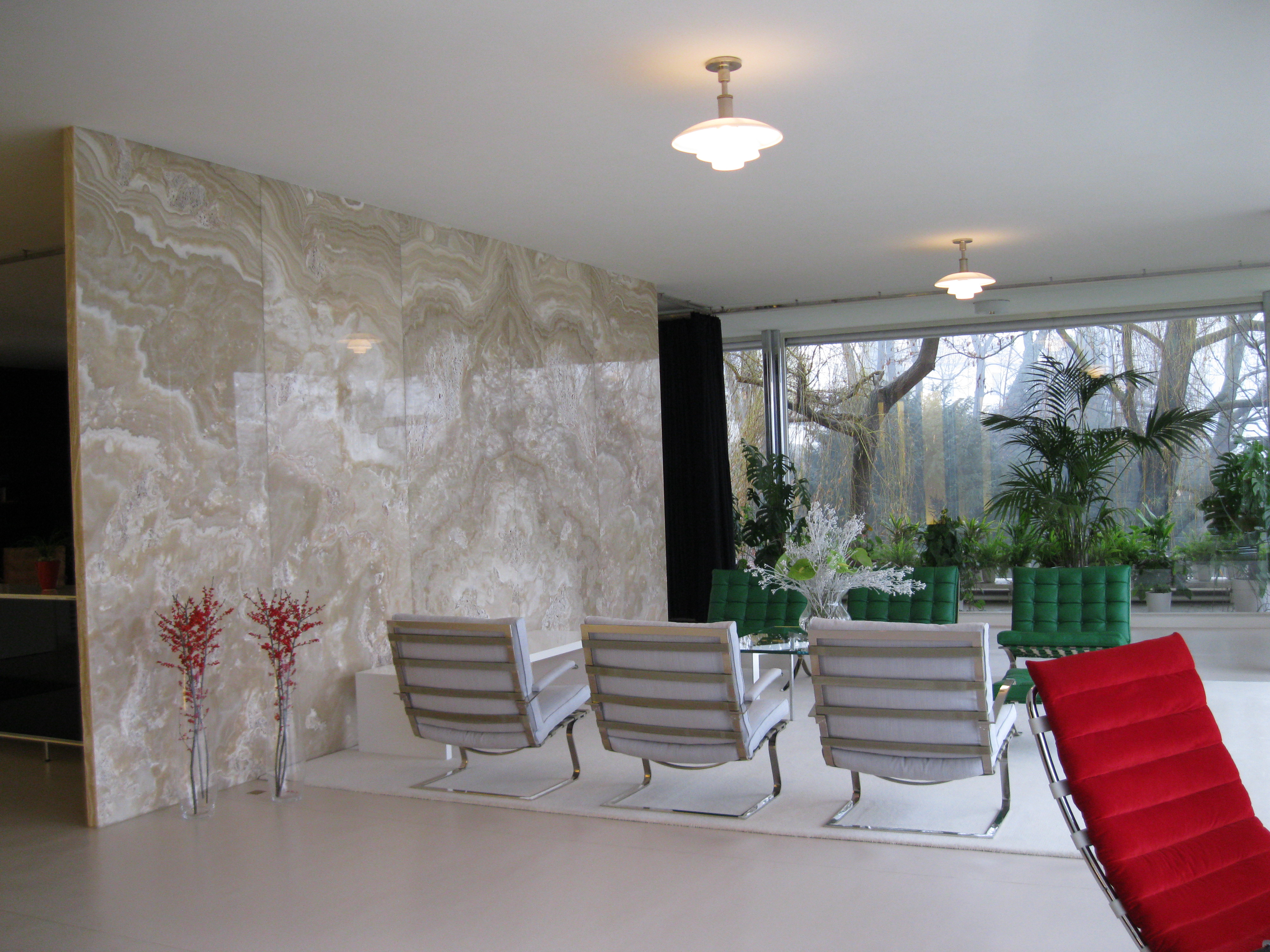
Wnętrze willi Tugendhatów

Koszt wybudowania willi był bardzo wysoki ze względu na niecodzienną metodę konstrukcyjną, luksusowe materiały, nowoczesną technologię ogrzewania i wentylacji itp. Ten wielki budynek łączy w sobie elegancką prostotę oraz funkcjonalność.

## Historia
Willa została wybudowana na zamówienie niemieckich Żydów Fritza i Gretę Tugendhatów. Powstała na działce podarowanej Grecie przez jej ojca, zamożnego przedsiębiorcę tekstylnego Alfreda Löw-Beera, wówczas właściciela sąsiedniej tzw. willi Löw-Beera. Firma budowlana Artura i Moritza Eislerów rozpoczęła prace latem 1929 r., a zakończyła je po 14 miesiącach.
W willi Tugendhatowie mieszkali razem z dziećmi (w tym z późniejszym filozofem Ernstem Tugendhatem) zaledwie osiem lat, bowiem w maju 1938 r. opuścili Czechosłowację w obawie przed nazistami i już nigdy do kraju nie wrócili. Pierwotnie osiedlili się w Szwajcarii, a w styczniu 1941 r. wyemigrowali do Wenezueli. Budynek został skonfiskowany przez Gestapo w 1939 r. i był wykorzystywany jako mieszkanie oraz biuro, a jego wnętrze zostało zmodyfikowane. W 1942 r. obiekt był wynajmowany na biura wytwórni samolotów Messerschmitt. W kwietniu 1945 r. w willi stacjonowali żołnierze Armii Czerwonej. Po II wojnie światowej władze Czechosłowacji wyremontowały willę w sposób oszczędnościowy przez zamurowanie niektórych przeszkleń i wprowadzenie małych okien zamiast ruchomych szklanych ścian kurtynowych co oszpeciło architekturę i pogorszyło jej funkcjonalność. Dom był wykorzystywany do różnorodnych celów, m.in. jako sala gimnastyczna do rehabilitacji dzieci oraz rządowy ośrodek wypoczynkowy.
8 czerwca 1992 w tym obiekcie rozpoczęły się rozmowy przedstawicieli Czech i Słowacji federacyjnej wówczas Czechosłowacji, dotyczące jej podziału na dwa niezależne państwa. Uważa się, że przełomowym momentem w tej kwestii było spotkanie z 26 sierpnia 1992, gdy Václav Klaus i Vladimír Mečiar w rozmowie w cztery oczy w ogrodzie willi Tugendhatów podjęli taką decyzję.
Obecnie budynek należy do skarbu państwa. W 2001 r. willa została wpisana - jako jedyny czeski zabytek architektury współczesnej - na listę światowego dziedzictwa UNESCO. W latach 2010–2012 została poddana kompleksowej restauracji konserwatorskiej. Budynkowi i ogrodowi przywrócono pierwotny wygląd, we wnętrzach umieszczono wierne repliki mebli.